# Повітряний змій Крекгарда
Повітряний змій Крекгарда — це простий граф із десятьма вершинами. Граф названо ім'ям Девіда Крекгарда, дослідника в галузі теорії соціальних мереж.
Крекгард увів граф 1990 року для опису відмінностей різних концепцій центральності. Граф має властивість, що вершина з найбільшим степенем (номер 3 на малюнку, має степінь 6), вершина з найбільшим ступенем посередництва (номер 7) і дві вершини з найбільшим ступенем близькості (номери 5 і 6) усі різні.